# Pijpleidingexplosie in Jesse 1998
De Explosie van Jesse is een ontploffing van een pijpleiding in de Nigeriaanse stad Jesse op 18 oktober 1998.
Er kwamen 1.082 mensen om het leven, waarmee het een van de dodelijkste explosies ooit is. De stad Jesse ligt ongeveer 290 km zuidoostelijk van Lagos. De explosie vond plaats na een lekkage waarbij brandstof vrijkwam. Mogelijk werd de explosie veroorzaakt door een brandende sigaret.